# 강동초등학교 (경북)
강동초등학교는 대한민국 경상북도 경주시에 있는 공립 초등학교이다.

## 학교 연혁
- 1948.10.27 양동국민학교 유금분교 발족
- 1949.11.19 유금공립국민학교 개교
- 1952.02.07 강동국민학교로 교명 변경
- 1981.03.10 강동국민학교 병설유치원 개원
- 1996.03.01 강동초등학교로 교명 변경
- 1999.09.01 단구분교, 왕신분교 편입
- 2006.03.01 18학급 편성(본교 12학급, 단구분교장 3학급, 왕신분교장 3학급)
- 2009.03.01 왕신분교장 통폐합
- 2014.03.01 단구분교장 폐교
- 2015.02.13 제64회 졸업(누계 3,375명)
- 2015.03.01 8학급 편성

## 참고 자료
- 강동초등학교 - 한국교육학술정보원 학교알리미